# Stari i novi neprijatelji Katoličke crkve
Stari i novi neprijatelji Katoličke crkve (eng. Survivals and New Arrivals: The Old and New Enemies of the Catholic Church ), vjerojatno je najbolja knjiga najpoznatijeg i najutjecajnijeg katoličkog povjesničara u posljednjih dvjesta godina, Hilairea Belloca (1870. – 1953.). Napisao ju je 1929. godine.

## Sadržaj
U njoj veliki katolički povjesničar Belloc analizira, u obliku konačnog zaključka, položaj Katoličke Crkve u svijetu danas, posebno u odnosu na njezine neprijatelje. On utvrđuje da upravo neprijatelji Crkve i priroda njihovih napada na Crkvu otkrivaju točan položaj Crkve i njezin utjecaj na svijet u bilo kojem povijesnom trenutku, te mogućnosti Crkve za uspjeh.
On kaže da se neprijatelje Crkve uvijek može svrstati u tri skupine - „preživjele" neprijatelje, tj. one čiji glavni napadi danas već blijede, iako još uvijek postoje, „glavne neprijatelje", čiji su napadi danas na vrhuncu, i na „nove neprijatelje", tj. one neprijatelje Crkve koji tek ulaze u bitku, čiji napadi na Crkvu tek počinju ili su tek u zametku. U djelu Velike hereze nabrojao je pet najvećih hereza koje spadaju u te tri skupine: arijanizam, muhamedanstvo (islam), katarski pokret, protestantizam i ono što autor u nedostatku boljeg imena naziva "modernim napadom".
Najvažnija vrijednost ove knjige, ono po čemu se ona među svim Bellocovim djelima svrstava kao klasa za sebe, jesu njegov opis „modernoga uma" i njegova analiza „novog poganstva", te mogućnosti što ih današnje stanje stavlja pred katoličku vjeru u ovom posebnom povijesnom trenutku. Jer, on vidi priliku za Crkvu da potpuno preokrene to stanje, zato što misli da bi novo poganstvo moglo napredovati previše brzo i previše naglo te time povrijediti i osjećaje mnogih nekatolika i slabih katolika, koji će shvatiti, s kulturnog gledišta, da je u svemu tome nešto strašno naopako. U svezi s novim poganstvom je tzv. "moderni napad" na Katoličku Crkvu. Moderni napad manifestira se i kroz negativno prikazivanje katoličkog ili kršćanskog općenito u najgledanijoj svjetskoj filmskoj industriji, hollywoodskoj. U suvremenim glavnostrujaškim filmovima iz te tvornice kad se radi o katoličkim ili kršćanskim likovima i ikonografiji, stalno su prikazani u negativnom okružju, i katolička ili kršćanska vjera i slike, uključujući križeve, raspela i krunice često su u filmovima povezani s do krajnosti lošim, gramzivim, podlim, ubilačkim, pokvarenim i izopačenim likovima. Npr. u hollywoodskom filmu Otimači izgubljenog kovčega jedan od glavnih negativaca prikazan je kao gramzivi suradnik nacista, Francuz prezimena Belloq.
Katolici su pozitivci tek u neovisnim produkcijama, ili je to u natprirodnim hororima kad posvećena voda, križ i krunica igraju ulogu u tjeranju zla. Premda u drugom slučaju imaju pozitivnu ulogu, kršćansko se povezuje s pojavom ekstremnog zla i često se pojavom križeva najavljuje nešto zlo, uz glazbene zastrašujuće efekte, umjesto krajnje topline i sigurnosti križa. Katolička Crkva je nerijetko prikazana kao natražna ustanova koja ne preza od brutalnih masovnih ubojstva radi ušutkivanja onih koji će reći "istinu" koja "ne odgovara" Katoličkoj Crkvi.Većinu hollywoodskih bigotskih antikatoličkih filmova producirao je producent, optužen za silovanje nekoliko žena. Dok je nekad Hollywood prikazivao dobrotu američke kulture, danas projicira uznemirujuću antikatoličku, antiameričku, antiobiteljsku agendu Amerikancima i cijelom svijetu.